# Konrad Halver
Konrad Halver (* 27. April 1944  in Salzwedel; † 30. November 2012) war ein deutscher Schauspieler, Hörspielproduzent und Sprecher. Er betrieb das Graceland-Studio in Hamburg.

## Leben
Halver wurde 1944 in Salzwedel als Sohn des lutherischen Pastors Rudolf Halver (1912–2004) und dessen Frau Ilsabe Halver-von Sauberzweig geboren. Konrad Halver wuchs zunächst in Husby, dann in Hamburg-Blankenese auf.
In den 1960er Jahren entstand unter seiner Regie das Programm des Hörspiellabels Europa, darunter auch die Winnetou-Serie, in welcher er die Hauptrolle sprach, sowie die erste Hörspielfassung von Dracula, mit Charles Regnier in der Titelrolle, und auch das Hörspiel Bambi, in dem er als erwachsener Bambi zu hören war.
1972 wechselte Halver vom Europa- zum BASF-Label PEG, wo er gemeinsam mit Peter Folken die erfolgreichen Winnetou-Hörspiele noch einmal auflegte, aber auch für zahlreiche neue Produktionen verantwortlich war – so zum Beispiel mit dem Verkehrskasper, gesprochen von Heinz Krause, wie auch das Kinderhörspiel Maxifant und Minifant mit Rudolf Fischer und Wolfgang Buresch als Sprecher.
Mit dem ab Anfang 2000 wieder einsetzenden Hörspielboom kam Konrad Halver weiterhin sowohl als Regisseur wie auch als Sprecher zum Einsatz. 2002 feierte er in der Hörspielproduktion „Weihnacht!“ von Meike Anders und Karl-Heinz Geisendorf nach über 20 Jahren ein Karl-May-Comeback, dem 2003 der erste Teil der Trilogie Satan und Ischariot folgte. Dabei arbeitete  Halver mit Schauspielern und Sprechern wie Peer Augustinski, Chris Howland und Karl-May-Freilichtbühnendarstellern zusammen.
Sein Hörbuch Der Kutb (eine Orienterzählung von Karl May) erschien 2005 fast vollständig in Eigenregie. Ein erfolgreiches mehrteiliges Projekt in den letzten Jahren vor seinem Tod war auch Kommissar Dobranski, eine Hörspielserie mit Hamburger Lokalkolorit. Bis zu seinem Tod erschienen 12 Folgen. 2007 und 2010 zeigte er weitere Facetten seiner Fähigkeiten, indem er u. a. auch Hörbücher mit spirituell-philosophischen und belletristischen Inhalten produzierte und einlas.
Konrad Halver verstarb am 30. November 2012 im Alter von 68 Jahren an einem Krebsleiden.

## Mediathek (Auswahl)

### Filmografie
- 1968: Der Reformator
- 1969: Jacques Offenbach – Ein Lebensbild
- 2002: Ein Traum von Amerika[3]
- 2003: Der letzte Lude[4]
- 2010: Harrys Comeback – Letzter Puff vor Helgoland
- 2010: Das ist ja das Leben selbst![5]
- 2011: Null Fragen (Kurzfilm von Steve Rich)

### Hörspiele / Hörbuch
- ca. 1968: Winnetou I – III, Kinderhörspiel – Stimme von Winnetou und Regie[6]
- 1967: Siegfried – Die Nibelungensage in Hörspielform, Kinderhörspiel, Europa Jugendserie – Stimme von Siegfried
- 1969: Raumschiff UX3 antwortet nicht, Science-Fiction-Hörspiel von Bert Varell – Regie[7]
- ca. 1970: Dracula, Jugendhörspiel – Hörspielbearbeitung und Regie[8]
- 1974: Bambi, Kinderhörspiel – Sprecher des erwachsenen Bambi[9]
- Der Verkehrskasper I – V, Kinderhörspiel – Regie[10]
- Maxifant und Minifant, Kinderhörspiel – Produzent[11]
- 2002: „Weihnacht!“, Hörspiel – Stimme von Rauhbein und amerikanischem Wirt[12]
- 2005: Der Kutb, Hörbuch, Orient-Erzählung Karl Mays – Inszenierte Lesung[13]
- 2006–2010: Kommissar Dobranski, Hörspiel-Krimiserie (12 Folgen) – Stimme der Hauptrolle[14]
- 2006–2010: Jules Verne, Hörspiel-Serie "Die Schwarze Sonne" (7 Folgen)[15]
- 2010: Die letzten Helden
- 2010: Das Meer der verlorenen Seelen
- 2011: Die drei ??? Kids – Die Geisterjäger (Stimme von Paul Higgins)
- 2012: Mord in Serie, Folge 1 (Das 12. Opfer), Folge 3 (Die schwarzen Witwen), Folge 6 (Kalter Tod)
- 2013: Team Undercover, Folge 8 (Jagd in die Vergangenheit)
- 2014: Team Undercover, Folge 13 (Im flammenden Inferno)